# Arroyo Palleros
EL Arroyo Palleros es un curso fluvial uruguayo que atraviesa el departamento de Cerro Largo.
Nace en la cuchilla Grande y desemboca en el río Negro tras recorrer alrededor de 22 km.
- Datos: Q703314